# Somaliaschaf
Das Somaliaschaf (auch Somali-Schaf oder Berbera Blackhead  genannt) ist eine Hausschafrasse aus Ostafrika. Es handelt sich um ein hornloses  Haarschaf, das zu den Fettschwanzschafen zählt und an aride Verhältnisse angepasst ist. Sein Kopf ist schwarz und farblich klar vom hellen übrigen Körper abgegrenzt.
Die Fettschwanzschafe stammen aus den Steppengebieten Asiens. In Afrika sind sie wahrscheinlich seit Jahrtausenden präsent, wann genau sie dorthin kamen, ist jedoch nicht bekannt. Das Somaliaschaf wird traditionell von den Somali am Horn von Afrika und weiteren Volksgruppen in afrikanischen Trockengebieten gehalten.
Ab Ende des 19. Jahrhunderts wurde in Südafrika aus dem Somaliaschaf die Rasse Blackhead Persian gezüchtet.
Seit den 1950er Jahren werden Somaliaschafe auch in einigen europäischen Zoos gehalten.